# George Henson
George Horace Henson (* 25. Dezember 1911 in Stony Stratford; † 25. April 1988) war ein englischer Fußballspieler.

## Sportlicher Werdegang
Henson spielte zunächst für Stony Stratford Town und AFC Wolverton im Non-League football und zeichnete sich dort als regelmäßiger Torschütze aus. 1932 schloss er sich dem in der drittklassigen Football League Third Division South antretenden Northampton Town an, war aber zunächst nur Ergänzungsspieler. In der Spielzeit 1933/34 gelang ihm der Durchbruch, zudem stand er beim 2:20-Auswärtserfolg des Drittligisten beim Erstligisten Huddersfield Town in der vierten Runde des FA Cup 1933/34 auf dem Spielfeld. Nach sechs Toren bei elf Ligaeinsätzen zu Beginn der folgenden Saison warb ihn der Erstligist Wolverhampton Wanderers im November 1934 ab, dort kam er jedoch erst im September des folgenden Jahres zu seinem Erstligadebüt und blieb in der Rolle des Ergänzungsspielers. 1936 kam er zunächst zum Zweitligisten Swansea Town, den er im folgenden Jahr in Richtung Bradford Park Avenue verließ. Hier zeigte er wieder seine Torgefahr und krönte sich mit 27 Saisontoren in der Spielzeit 1937/38 zum Zweitligatorschützenkönig, mit dem Klub belegte er den siebten Tabellenrang. Im Frühjahr 1939 warb ihn der Ligakonkurrent Sheffield United ab, der zwar insbesondere mit den Blackburn Rovers und dem Lokalrivalen Sheffield Wednesday im Aufstiegsrennen stand, jedoch bis dato deutlich weniger Tore erzielen konnte und sich Verstärkung im Angriff versprach. Als Außenstürmer unterstützte er unter anderem Jock Dodds und Jimmy Hagan als Vorbereiter und feierte am Ende der Spielzeit 1938/39 den Erstligaaufstieg. Der Klub blieb in den ersten drei Spielen der Erstligasaison 1939/40 ungeschlagen, ehe aufgrund des Ausbruchs des Zweiten Weltkriegs im September 1939 der Spielbetrieb eingestellt wurde. Beim 1:0-Auswärtserfolg bei Leeds United erzielte Henson dabei den letzten Pflichtspieltreffer von United vor Kriegsbeginn. Nach der kriegsbedingten Pause lief er wieder im Non-League football auf.